# Moon in Taurus
Moon in Taurus ist der erste Langfilm von Steff Gruber aus dem Jahre 1980.

## Handlung
Der Film hat keine eigentliche Handlung, aber er hat doch eine „Geschichte“:
Der junge Schweizer Filmemacher Steff kehrt nach fünf Jahren in eine amerikanische Kleinstadt zurück, die er wegen einer abrupt und für ihn unglücklich endenden Liebesaffäre verlassen hat. Er sucht die Ursachen zu ergründen, die diese Beziehung scheitern liessen. Wanda hat inzwischen Jack geheiratet und lebt nun in Scheidung.
Parallel zum Beziehungskonflikt, den Wanda und Jack austragen, durchlebt Steff noch einmal seine eigene Liebesbeziehung zu dieser Frau. Nach dem anfänglichen analytischen Betrachten verstrickt er sich immer mehr in der eigenen Problematik.
In einem Gespräch zwischen Jack und Wanda kommen die aufgestauten Emotionen zum Ausbruch. Steff versucht vermittelnd einzugreifen, aber die Standpunkte sind unvereinbar.

## Hintergrund
Steff Gruber drehte seinen ersten Langfilm in Georgia. Der Film beschäftigt sich thematisch mit Codes innerhalb von Zweierbeziehungen und der Frage, warum Beziehungen auseinandergehen. Moon in Taurus erzählt aber keine Geschichte im herkömmlichen Sinn. Auch sind die im Film auftretenden Personen keine Schauspieler, sondern jede Person spielt sozusagen sich selbst. Das gesamte Filmmaterial wurde dokumentarisch, ohne Inszenierung, ohne vorgegebene (geschriebene) Dialoge aufgenommen. Erst durch den Schnitt und die Auswahl des fünfzehnstündigen Materials wurde daraus eine genuine Form, die sich zwischen Dokumentar- und Spielfilm bewegt. Besonders durch die ungewöhnliche formale Umsetzung des Films erregte dieser internationales Aufsehen. Die erste Fassung enthielt Gespräche mit Cindy Wilson (The B-52’s) und Silver Thin (Andy Warhol Factory), die aber in der Endfassung nicht mehr vorkamen.

## Kritiken
„Und es gibt, (damit die Gespräche sich skandieren, zwischen den Szenen, da im Gespräch sich Offenbarungen, Veränderungen vollziehen,) optische Sequenzen ganz für sich, begleitet von Geräuschen, auch von Musik (eine Klavierkomposition von Isaac Albéniz): Bilder von unberührten Landschaften, von Bulldozern auf einem Werkplatz, von Automobilen vor einem Multimarkt. Sequenzen, deren optischer Inhalt sich sinnvoll bezieht auf die Inhalte und die Entwicklungen der Gespräche: der Traum von der Naturidylle, die Verschüttung der Gefühle unterm Zivilisationsdruck, die Freilegung Schicht um Schicht einer tieferen Natur. Das alles optisch so ungewöhnlich, vom Bild und seiner Präzision (Kamera: Anthony Humphreys, ein Engländer) her so konkret und ohne oberflächliche Poesie, dass der Eindruck des Banalen, den hier die blosse Aufzählung erwecken könnte, in der tat nie sich einstellt.
Ein Film (…), der Geduld erfordert: der bei aller Redsamkeit zuletzt in die Stille führt, bei aller Tendenz zur Aufklärung sein Geheimnis von Menschen bewahrt, die an sich selber leiden, selbst dann, wenn sie nach der Freude, nach ihrem unverstellten Selbsterlebnis, das Glück bringen soll, suchen. Ein Film auch, der ungewöhnlich nicht allein vom Formalen her wirkt.“

„MOON IN TAURUS ist entsprechend der unkonventionellen Produktionsmethode ein ungewöhnliches Werk. Zwar behandelt der Film die Privatsphäre des Autors, aber gerade in diesem privaten Bezugsrahmen treten Probleme von allgemeiner Tragweite an die Oberfläche. So ist MOON IN TAURUS zu einer Studie über die Zweierbeziehung schlechthin geworden. Themen wie Sicherheit, Liebe, Sex, Geld – Begriffe, die für jedermann einen Stellenwert besitzen, kommen zur Sprache.
Die Stärke von MOON IN TAURUS liegt darin, dass es keine Helden gibt, weder Sieger noch Verlierer. Die Personen werden mit all ihren Widersprüchen und Fehlern gezeigt, Patentlösungen werden keine angeboten.
Darüber hinaus ist MOON IN TAURUS aber auch ein beeindruckendes Portrait einer jungen Frau, die sich auf ihre eigene Weise emanzipiert, das traditionelle Mann/Frau-Rollenspiel ablehnt und nach neuen Wegen in den zwischenmenschlichen Beziehungen sucht.“

„Was Menschen denken, fühlen, wie sie sich ausdrücken und verändern – selten habe ich dies so eindrücklich dargestellt gefunden, wie in Steff Grubers ‚Moon’.“

“Steff Gruber’s thorough account of a failed relationship represents a novelty in Swiss film, in its method as well as in its subject.
‘Moon in Taurus’ does not tell a story but demonstrates how three people try to deal with their his/herstory. (…)
Not only do two different languages come together (or rather not come together) in this film, but at least two different appreciations of what talking can do for you. Communication functions on many different levels. Not all the questions are answered. On the other hand, a lot of questions are answered in the film that haven’t even been asked.
Documentary? Fiction? None of both? ‘Moon in Taurus’ should be seen first of all as an ethnological study. Not art is its prime concern, no message is reveald.”

„Obviously, this is a special film for specialized audiences, talky to be sure, but constantly interesting intelligent and mature.“

## Filmfestivals
- Internationale Filmwoche Mannheim (Wettbewerb) 1980
- Internationales Filmfestival von Locarno 1981
- Solothurner Filmtage 1980
- Internationale Filmfestspiele von Cannes 1981
- South African Film Festival 1982